# Assemblea nazionale (Iraq)
L'Assemblea nazionale, nell'ordinamento costituzionale dell'Iraq, è stata l'assemblea parlamentare istituita dopo l'intervento anglo-statunitense del 2003. 
Contemplata dalla legge sull'amministrazione dello Stato dell'Iraq nel periodo di transizione, fu investita anche di un potere costituente; i suoi componenti furono scelti in occasione delle elezioni parlamentari del gennaio 2005.
In seguito all'entrata in vigore della nuova Costituzione, la funzione legislativa fu attribuita ad un Parlamento monocamerale, costituito dalla Camera dei rappresentanti. Questa iniziò i suoi lavori dopo le elezioni parlamentari del dicembre 2005.